# Castelo de El Toro

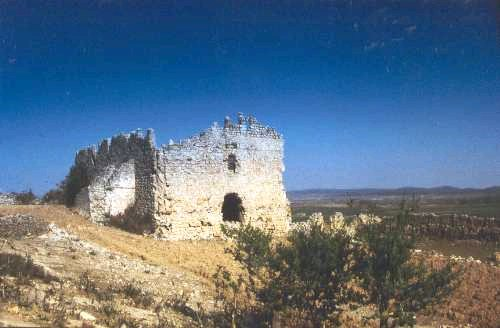
Castelo de El Toro, Espanha.

O Castelo de El Toro localiza-se no município de El Toro, na província de Castellón, na comunidade autónoma da Comunidade Valenciana, na Espanha.
Ergue-se no alto do chamado "El Cerrito", a 1040 metros acima do nível do mar, em posição dominante sobre a povoação. Na fronteira entre duas regiões históricas, de sua posição estratégica dominava-se grande parte da comarca, caracterizada como ponto de acesso e trânsito de tropas.

## História
A primitiva fortificação de seu sítio - uma cerca de pedra miúda - presumívelmente remonta ao final do período romano, para defesa contra as invasões bárbaras, sendo posteriormente reformada e ampliada durante a Idade Média.
O castelo foi importante no contexto das lutas travadas entre Pedro IV de Aragão e Pedro de Jérica, bisneto de Jaime I de Aragão, entre os anos de 1336 e 1337.
Actualmente encontra-se em ruínas.

## Características
Típico castelo de montanha, apresenta planta irregular orgânica (adaptada ao terreno). Em seu interior, destacam-se a torre de menagem, com vértices reforçados em silharia, e a antiga igreja.